# 아보메 왕궁

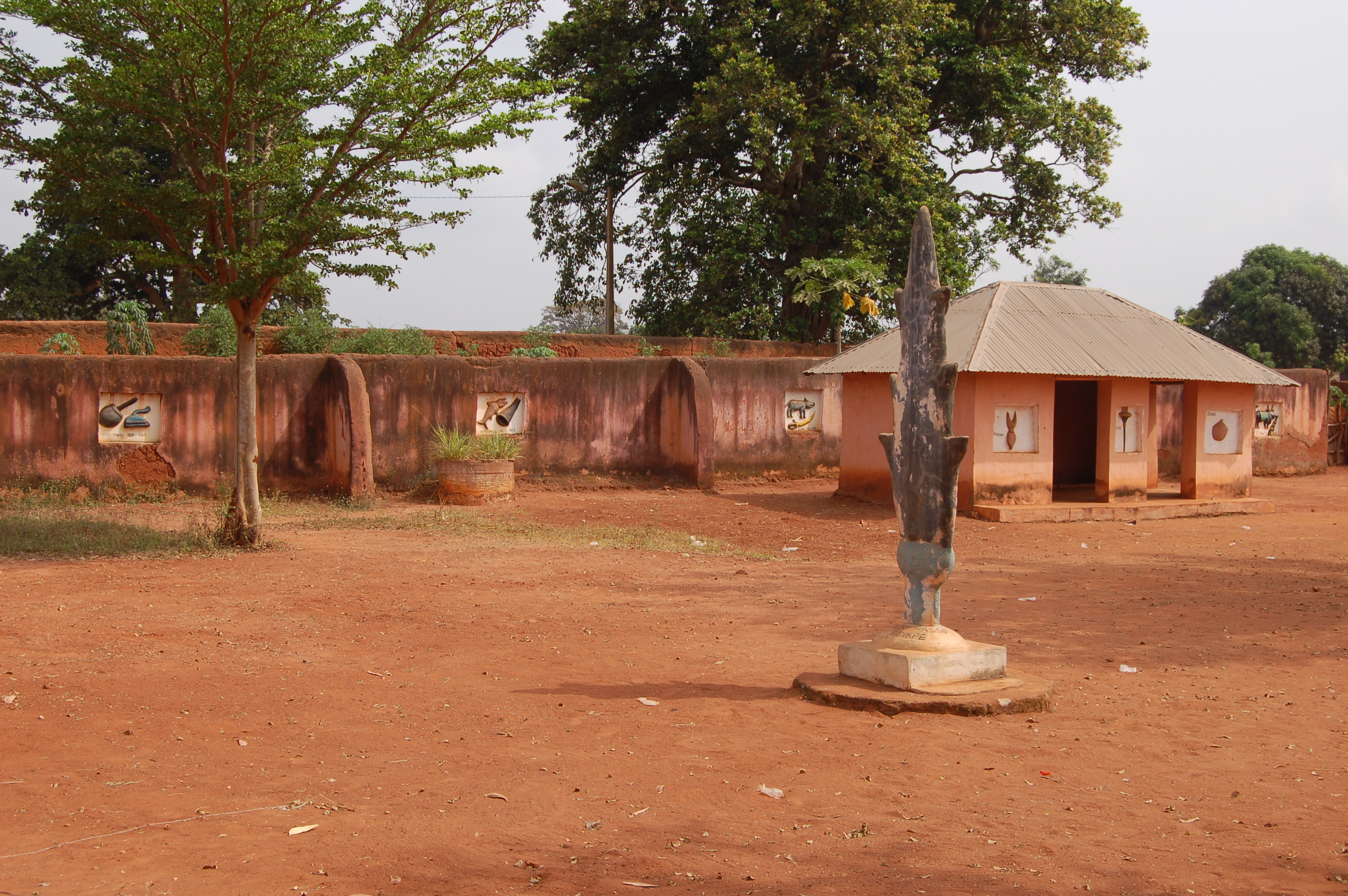

아보메 왕궁(Royal Palaces of Abomey)은 아프리카 베냉에 있는 왕궁이다.

## 세계 문화 유산
아보메 왕궁은 세계 문화 유산에 1985년에 등록되었으며, 코토누 북쪽의 아보메에 있다. 17세기부터 20세기까지 이어진 아보메 왕국의 유산이다.

## 구성

### 궁전의 구성
원래는 14개의 궁전이 있었는지, 지금은 2개만 남아있다. 6m 높이의 담으로 둘러싸인 궁전 구역과 신성한 궁전의 뜰, 왕의 정령, 왕모의 정령의 오두막, 왕가의 제단이 있는 제식당(祭式堂)과 특히 유럽인들과 아프리카 인들과의 첫 만남을 상징하는 새와, 각각의 왕들을 상징하는 북도 있다. 그리고 물고기와 통발이 새겨진 궁중 건물 외벽의 부조와 해골 위에 안치된 게조 왕의 왕관을 비롯한 왕관 보관소의 7개 왕관이 유명하다.

### 수난
원래의 왕궁이 있던 도시는 1892년 프랑스인들이 점령할 때 파괴되었기 때문에, 왕궁다운 왕궁은 찾아볼 수가 없다. 그래서 점토로 된 작은 신전만이 남아있다. 그러나 수백 년간 왕들이 신하와 병사들, 그리고 다호메의 아마존이라 불리는 여성 전사들과 함께 이곳에 거주 했으며, 죽어서도 이곳에 묻혔다.

## 의식
다호메에서는 산 자와 죽은 자들의 경계가 늘 뒤섞여 있다라고 생각한다. 그래서 아보메 왕궁에서는 지금도 1년에 한 번씩 며칠밤을 새워 왕의 선조들을 기리는 제의가 행해진다.

## 역사
- 1878년 글렐레 왕과 프랑스 간에 코토누 지역 양도를 위한 계약 체결
- 1889년~1894년 베한진 왕이 프랑스의 보호정치에 대항
- 1894년 프랑스에 의한 식민화의 완결과 베한진 왕의 추방
- 1944년 게조 왕과 글렐레 왕의 궁전을 박물관으로 개조